# Zalţan
Zalţan är en ort i Libyen.   Den ligger i distriktet An Nuqat al Khams, i den nordvästra delen av landet, 120 km väster om huvudstaden Tripoli. Zalţan ligger 4 meter över havet och antalet invånare är 17 700.
Terrängen runt Zalţan är mycket platt. Runt Zalţan är det ganska glesbefolkat, med 50 invånare per kvadratkilometer. Trakten runt Zalţan är ofruktbar med lite eller ingen växtlighet.